# Forbidden Paths
Forbidden Paths er en amerikansk stumfilm fra 1917 af Robert Thornby.

## Medvirkende
- Vivian Martin som Mildred Thornton
- Sessue Hayakawa som Sato
- Tom Forman som Harry Maxwell
- Carmen Phillips som Benita Ramirez
- James Neill som James Thornton